# Ремизова Ирина Анатольевна
Ремизова Ирина Анатольевна (р. 1992) — российская спортсменка, мастер спорта, многократный призёр чемпионата России, член сборной России по гребному спорту (Академическая гребля).

## Биография
Родилась в 1992 году. Живет в городе Жуковский Московской области. Занималась у тренера-преподавателя Жуковского водноспортивного клуба Назарова Евгения Валентиновича. 
30 июля 2013 года Ирине было присвоено звание мастера спорта.

## Достижения
В 2007 году Ирина Ремизова стала победителем и призером III-й летней Всероссийской Спартакиады учащихся и победителем Первенства России среди юношей и девушек до 18 лет. В 2009 году Ирина стала чемпионом Первенства России в двух классах (двойка и четверка парная), что являлось отбором на международные старты такие как "Кубок Балтики" (Финляндия) и Международная регата "Дружба" (Литва). 
В 2010 году спортсменка Ирина Ремизова стала финалисткой Первенства Мира (Чехия), заняв 6 место в составе сборной команды восьмерки распашной. Также заняла 1 место на Первенстве России до 23 лет, и 3 место на II Летней Спартакиаде Молодежи в составе четвёрки парной.  В 2011 году заняла 1 место на Первенстве России до 23 лет в двойке распашной, 3 место на Чемпионате России и 3 место на Большой Московской регате в восьмёрке, выполнив норматив Мастера Спорта России. 
Член сборной России по академической гребле.